# エドムント・クノル＝コヴナツキ

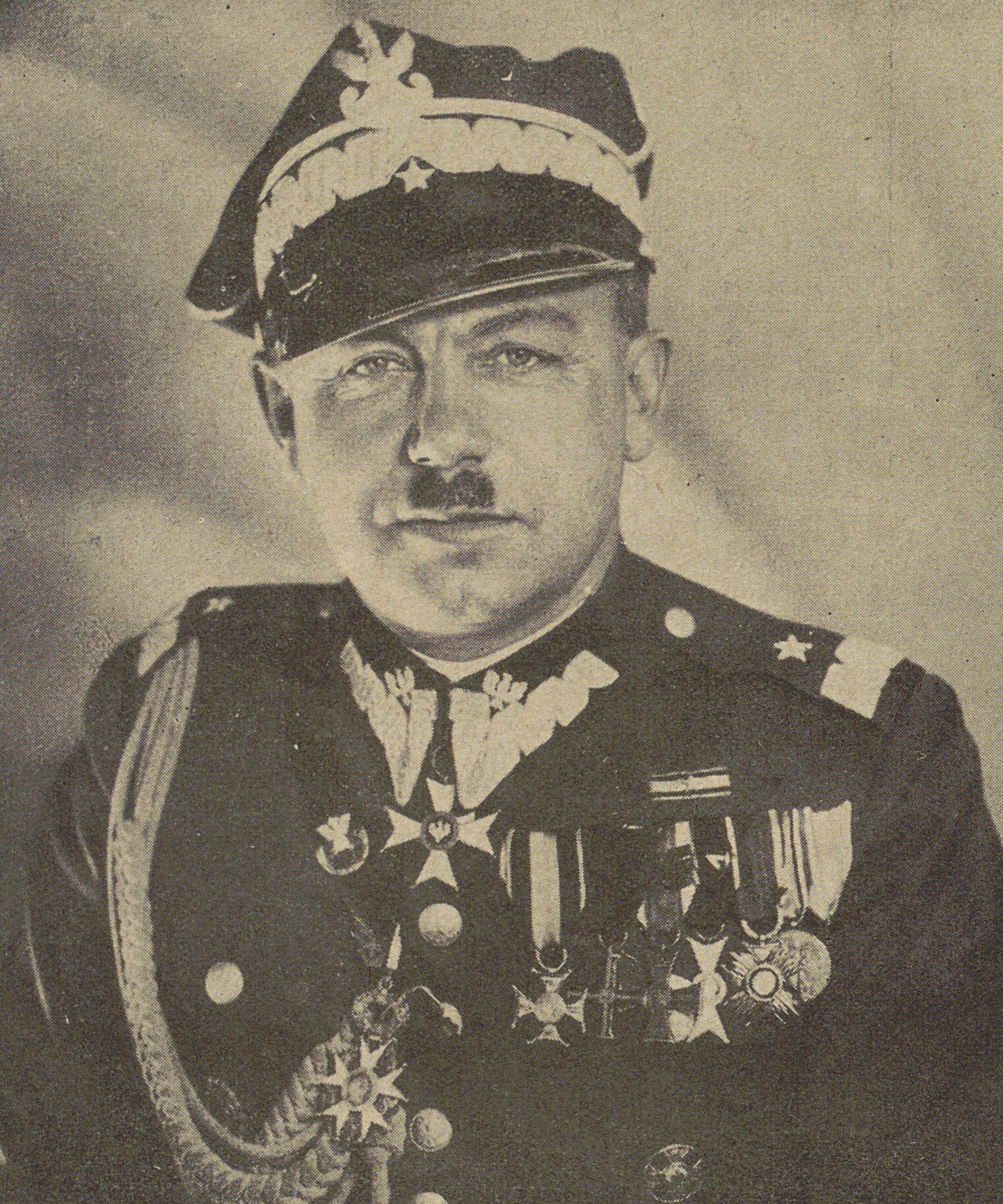
エドムンド・クノル＝コヴナツキ

エドムント・クノル＝コヴナツキ（Edmund Knoll-Kownacki, 1891年7月24日 - 1953年9月2日）は、ポーランドの軍人。准将。
ロシア帝国（現在のポーランド・マゾフシェ県プウォニスク郊外で生まれる。モスクワ大学と農業大学で学ぶ。1912年から1913年までロシア帝国軍に勤務。1913年から銃兵同盟員。1914年8月の第一次世界大戦勃発と共に、オーストリア＝ハンガリー帝国軍のポーランド軍団に入隊し、小隊長となる。1914年10月から騎砲中隊、後に大隊を指揮。1917年の軍団解散後、ベンヤミノフに抑留。
1918年4月、ポーランド軍に入隊。1919年9月から砲兵下士官学校長。ポーランド・ソビエト戦争に従軍し、第1砲兵旅団長、後に歩兵旅団長となる。1921年1月から国防省第1局砲兵班長。1921年9月から第7軍団区（ポズナン）砲兵部長。1924年、フランスの高等軍事学校を卒業。1925年1月から第13歩兵師団を指揮。1935年2月から第7軍団区司令官。
ドイツ軍のポーランド侵攻時、1939年9月3日、クノル＝コヴナツキの指揮下に「クノル」作戦群が編成された。9月6日からクノル作戦群は「ポズナン」軍の編成下に入った。部隊撃破後、ワルシャワに退却し、首都の防衛に参加した。捕虜となる。
1945年、米英軍により解放。同年、西側の第2ポーランド軍団に加わる。終戦後、イギリスに移民。